# Gare d’Agonac
Gare d’Agonac vasútállomás Franciaországban, Agonac településen.

## Vasútvonalak
Az állomást az alábbi vasútvonalak érintik:
- Limoges-Bénédictins–Périgueux-vasútvonal

## Kapcsolódó állomások
A vasútállomáshoz az alábbi állomások vannak a legközelebb:
- Gare de Château-l'Évêque
- Gare de Négrondes